# 陰陽海

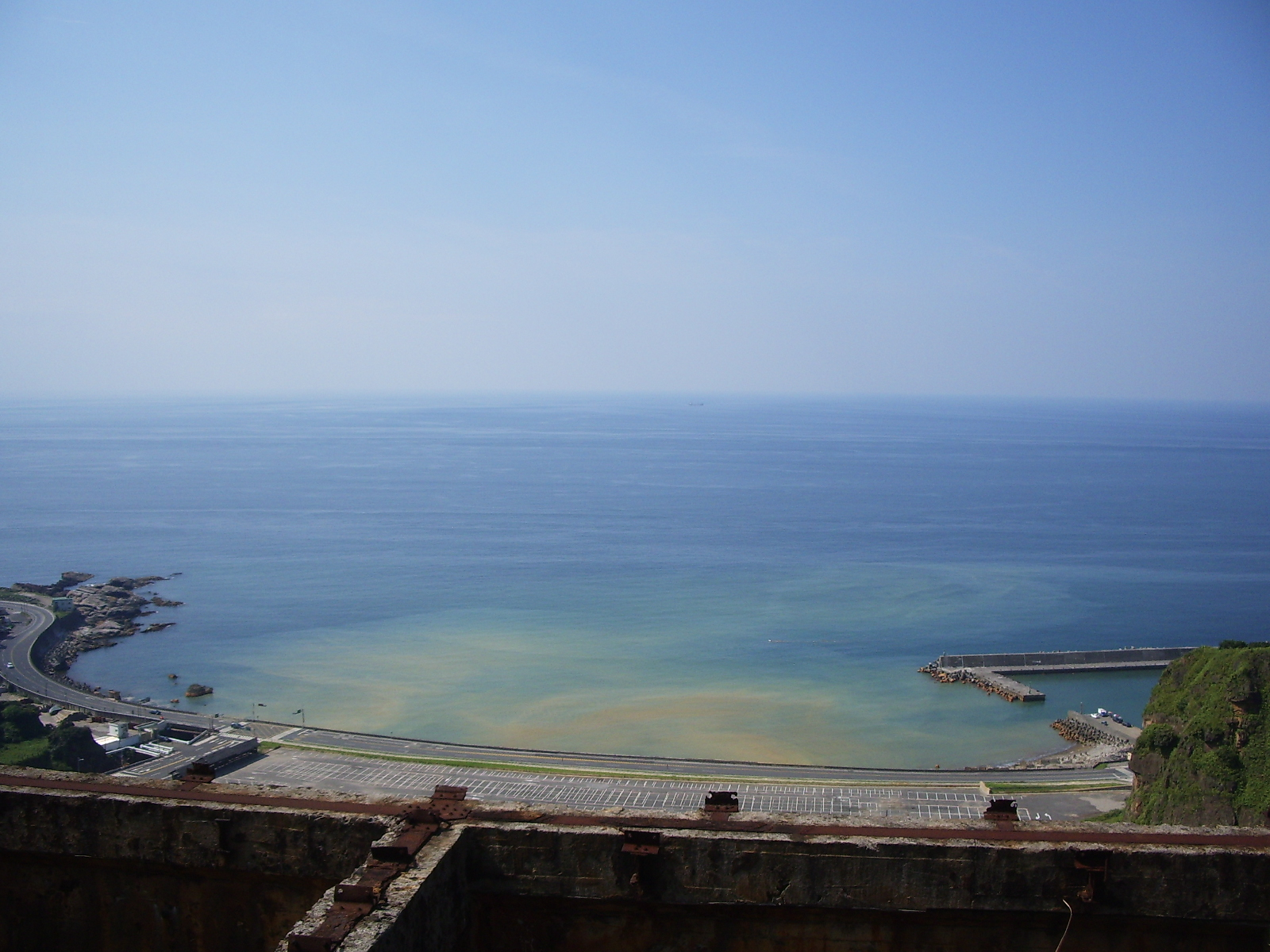
水湳洞陰陽海

陰陽海，是一種海水在視覺上呈現兩種色澤的特殊地貌。臺灣的陰陽海地理現象共有三處：一為宜蘭縣頭城鎮龜山島龜首處，一為新北市金山區的磺港，另一處即為聞名世界的水湳洞陰陽海。由於龜山島陰陽海地處外海造訪不易，金山磺港陰陽海現象又不明顯，因此在臺灣如果僅說是陰陽海，指的多為水湳洞陰陽海。這些海域 pH 值低、金屬離子高，較不利生物生長。

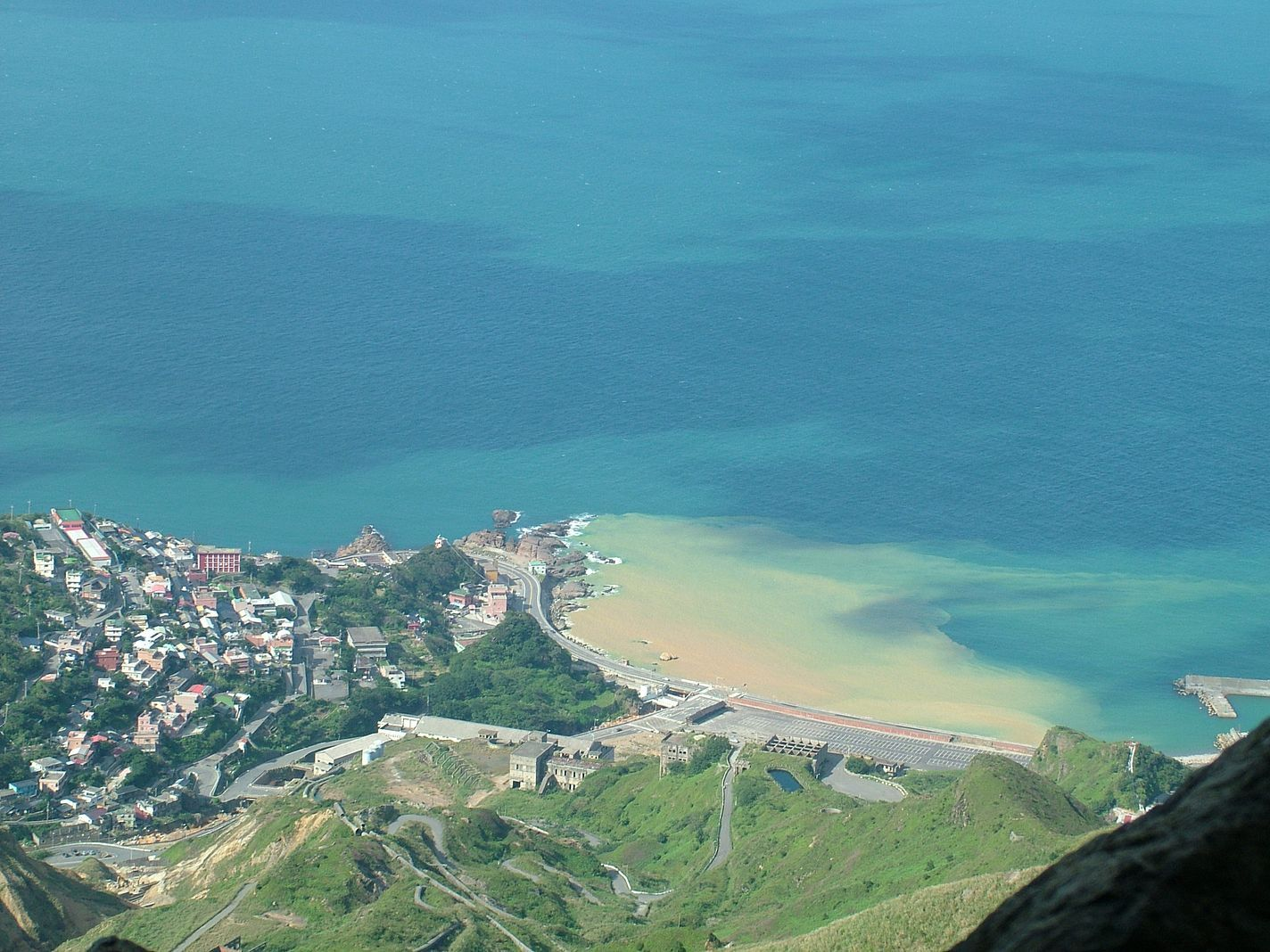
水湳洞陰陽海

## 龜山島陰陽海成因
龜山島位於臺灣宜蘭縣頭城鎮東方海域約10公里處，每年12月至隔年2月因東北季風導致風浪過大，封島禁止進入。
島周圍的陰陽海是海底溫泉自然形成。島上有硫磺及海底溫泉，當龜首附近火山硫氣孔與海底溫泉湧出時，周邊海域海水呈現乳白色的地貌，目前由中央研究院地球所研究團隊定期監測島上火山活動。 

## 水湳洞陰陽海成因
水湳洞陰陽海，簡稱陰陽海，位於臺灣新北市瑞芳區水湳洞聚落北側臺2線78.2K處，為臺灣東北角濱海地區的一大特殊地理景觀。水湳洞陰陽海因海灣中的海水顏色呈黃褐色，與外海方向正常海水的藍顏色形成鮮明對比，因而得名。
早期認為是日治時期挖礦所造成的人為汙染，後來由調查發現成因是人為挖礦與天然因素共同造成的。
從金瓜石礦山匯流至濂洞溪的溪水含有鐵離子，原本鐵離子在淡水裡是透明無色，從濂洞灣出海後，接觸海水產生氧化反應，形成偏黃色的氫氧化鐵膠羽，密度小於海水，因此懸浮在海水表面，加上水湳洞的附近海灣內海流擴散能力不足，在深度3公尺以上是黃色的，而3公尺以下仍是藍色的，所以海面呈現黃藍色相隔的景象。

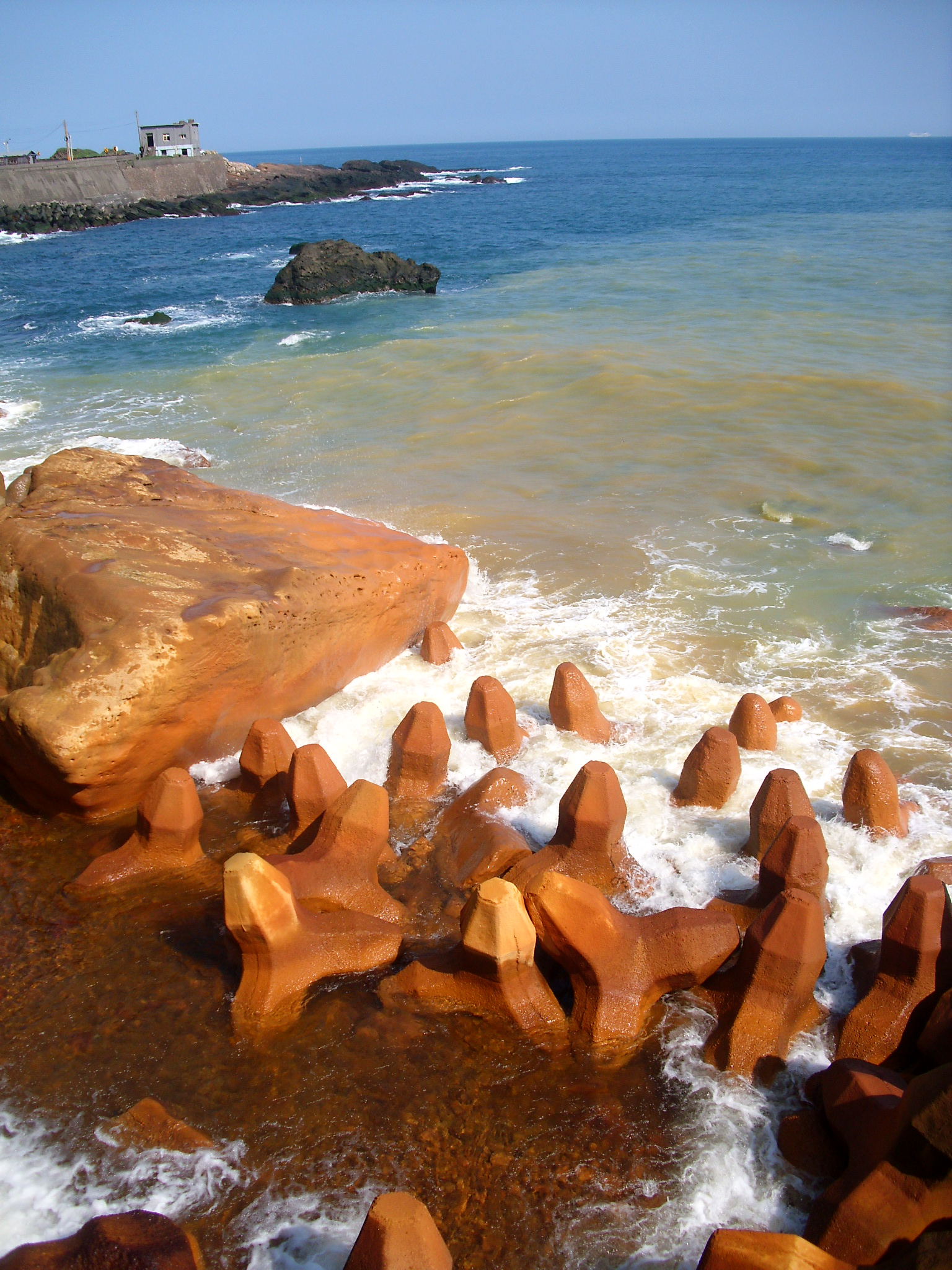
清澈溪水入陰陽海

## 外部連結
- 黃金博物園區 （页面存档备份，存于） - 金瓜石,太子賓館,黃金神社結合金瓜石聚落而成的博物館
- 東北角國家風景區 （页面存档备份，存于） - 瑞芳濱海連結貢寮至宜蘭黃金海岸線的風景區